# Saison 1954-1955 de l'USMM Hadjout
Chronologie
Saison précédente Saison suivante
La saison 1954-1955 de l'USM Marengo La saison 1954-1955 fut la septième et avant-dernière saison de l'USM Marengo durant l'époque coloniale. Les matchs se déroulèrent essentiellement en division Promotion Honneur de la Ligue d'Alger, en Coupe Forconi ainsi qu'en Coupe de France. Ce fut sa première saison dans cette division, une saison qui la verra terminer neuvième au classement.

## Calendrier de la Division Promotion Honneur
- Calendrier de la Ligue d'Alger pour la Promotion Honneur

| Phase aller       | Match 1               | Match 2               | Match 3             | Match 4               | Match 5               | Match 6               | Phase retour    |
| ----------------- | --------------------- | --------------------- | ------------------- | --------------------- | --------------------- | --------------------- | --------------- |
| 12 septembre 1954 | O.M.S.E. / J.S.K.     | U.S.M.M. / E.S.Z.     | R.C.M.C. / G.S.O.   | O.C.B.O.F. / N.A.H.D. | W.R.B. / R.U.A.       | O.L. / J.S.E.B.       | 26 janvier 1955 |
| 26 septembre 1954 | J.S.E.B. / O.M.S.E.   | R.U.A. / O.L.         | N.A.H.D. / W.R.B.   | G.S.O. / O.C.B.O.F.   | E.S.Z. / R.C.M.C.     | J.S.K. / U.S.M.M.     | 30 janvier 1955 |
| 10 octobre 1954   | R.U.A. / U.S.M.M.     | R.C.M.C. / J.S.K.     | O.C.B.O.F. / E.S.Z. | W.R.B. / G.S.O.       | O.L. / N.A.H.D.       | J.S.E.B. / R.U.A.     | 14 février 1955 |
| 17 octobre 1954   | R.U.A. / O.M.S.E.     | N.A.H.D. / J.S.E.B.   | G.S.O. / O.L.       | E.S.Z. / W.R.B.       | J.S.K. / O.C.B.O.F.   | U.S.M.M. / R.C.M.C.   | 20 février 1955 |
| 31 octobre 1954   | O.M.S.E. / R.C.M.C.   | O.C.B.O.F. / U.S.M.M. | W.R.B. / J.S.K.     | O.L. / E.S.Z.         | J.S.E.B. / G.S.O.     | R.U.A. / N.A.H.D.     | 27 février 1955 |
| 14 novembre 1954  | O.M.S.E. / N.A.H.D.   | G.S.O. / R.U.A.       | E.S.Z / J.S.E.B.    | J.S.K. / O.L.         | U.S.M.M. / W.R.B.     | R.C.M.C. / O.C.B.O.F. | 6 mars 1955     |
| 21 novembre 1954  | O.C.B.O.F. / O.M.S.E. | W.R.B. / R.C.M.C.     | O.L. / U.S.M.M.     | J.S.E.B. / J.S.K.     | R.U.A. / E.S.Z.       | N.A.H.D. / G.S.O.     | 27 mars 1955    |
| 28 novembre 1954  | O.M.S.E. / G.S.O.     | E.S.Z. / N.A.H.D.     | J.S.K. / R.U.A.     | U.S.M.M. / J.S.E.B.   | R.C.M.C. / O.L.       | O.C.B.O.F. / W.R.B.   | 3 avril 1955    |
| 5 décembre 1954   | W.R.B. / O.M.S.E.     | O.L. / O.C.B.O.F.     | J.S.E.B. / R.C.M.C. | R.U.A. / U.S.M.M.     | N.A.H.D. / J.S.K.     | G.S.O. / E.S.Z.       | 17 avril 1955   |
| 19 décembre 1954  | O.M.S.E. / E.S.Z.     | J.S.K. / G.S.O.       | U.S.M.M. / N.A.H.D. | R.C.M.C. / R.U.A.     | O.C.B.O.F. / J.S.E.B. | W.R.B. / O.L.         | 24 avril 1955   |
| 26 décembre 1954  | O.L. / O.M.S.E.       | J.S.E.B. / W.R.B.     | R.U.A. / O.C.B.O.F. | N.A.H.D. / R.C.M.C.   | G.S.O. / U.S.M.M.     | E.S.Z. / J.S.K.       | 8 mai 1955      |

## Division Promotion Honneur

### Rencontres
| Date              | Heure       | J  | Adversaire       | Lieu | Résultat | Buteurs pour l'USMMH | Références           |
| 12 septembre 1954 | 15h30 UTC+1 | 1  | ÉS Zéralda       | Dom. | -        | -                    | [ Rapport match 1 ]  |
| 26 septembre 1954 | 15h30 UTC+1 | 2  | JS Kabylie       | Ext. | 1 - 1    | -                    | [ Rapport match 2 ]  |
| 10 octobre 1954   | 15h30 UTC+1 | 3  | OM Saint-Eugène  | Ext. | -        | -                    | [ Rapport match 3 ]  |
| 17 octobre 1954   | 15h30 UTC+1 | 4  | RC Maison-Carrée | Dom. | -        | -                    | [ Rapport match 4 ]  |
| 31 octobre 1954   | 15h30 UTC+1 | 5  | OCB Oued-Fodda   | Ext. | -        | -                    | [ Rapport match 5 ]  |
| 14 novembre 1954  | 15h30 UTC+1 | 6  | WR Belcourt      | Dom. | -        | -                    | [ Rapport match 6 ]  |
| 21 novembre 1954  | 15h30 UTC+1 | 7  | O Littoral       | Ext. | -        | -                    | [ Rapport match 7 ]  |
| 28 novembre 1954  | 15h30 UTC+1 | 8  | JS El Biar       | Dom. | -        | -                    | [ Rapport match 8 ]  |
| 5 décembre 1954   | 15h30 UTC+1 | 9  | RU Alger         | Ext. | -        | -                    | [ Rapport match 9 ]  |
| 19 décembre 1954  | 15h30 UTC+1 | 10 | NA Hussein Dey   | Dom. | -        | -                    | [ Rapport match 10 ] |
| 26 décembre 1954  | 15h30 UTC+1 | 11 | GS Orléansville  | Ext. | -        | -                    | [ Rapport match 11 ] |
| 26 janvier 1955   | 15h30 UTC+1 | 12 | ÉS Zéralda       | Ext. | -        | -                    | [ Rapport match 12 ] |
| 30 janvier 1955   | 15h30 UTC+1 | 13 | JS Kabylie       | Dom. | 2 - 2    | -                    | [ Rapport match 13 ] |
| 14 février 1955   | 15h30 UTC+1 | 14 | OM Saint-Eugène  | Dom. | -        | -                    | [ Rapport match 14 ] |
| 20 février 1955   | 15h30 UTC+1 | 15 | RC Maison-Carrée | Ext. | -        | -                    | [ Rapport match 15 ] |
| 27 février 1955   | 15h30 UTC+1 | 16 | OCB Oued-Fodda   | Dom. | -        | -                    | [ Rapport match 16 ] |
| 6 mars 1955       | 15h30 UTC+1 | 17 | WR Belcourt      | Ext. | -        | -                    | [ Rapport match 17 ] |
| 27 mars 1955      | 15h30 UTC+1 | 18 | O Littoral       | Dom. | -        | -                    | [ Rapport match 18 ] |
| 3 avril 1955      | 15h30 UTC+1 | 19 | JS El Biar       | Ext. |          | -                    | [ Rapport match 19 ] |
| 17 avril 1955     | 15h30 UTC+1 | 20 | RU Alger         | Dom. | -        | -                    | [ Rapport match 20 ] |
| 24 avril 1955     | 15h30 UTC+1 | 21 | NA Hussein Dey   | Ext. | -        | -                    | [ Rapport match 21 ] |
| 8 mai 1955        | 15h30 UTC+1 | 22 | GS Orléansville  | Dom. | -        | -                    | [ Rapport match 22 ] |

### Classement final
À l'issue du championnat, l'USM Marengo malgré une bonne saison, finit au neuvième rang à quinze points du leader. Ce résultat ne lui permet pas d'accéder en Division Honneur, car seuls les deux premiers au classement y accèdent.
Le classement est établi sur le barème de points utilisé durant l'époque coloniale, c'est-à-dire qu'une victoire vaut trois points, un match nul deux points et la défaite est à un point .
| Rang | Équipe           | Pts | J  | G  | N  | P  | Bp | Bc | Diff |
| ---- | ---------------- | --- | -- | -- | -- | -- | -- | -- | ---- |
| 1    | GS Orléansville  | 56  | 22 | 14 | 7  | 1  |    |    |      |
| 2    | RU Alger         | 50  | 22 | 11 | 6  | 5  |    |    |      |
| 3    | OCB Oued Fodda   | 49  | 21 | 9  | 10 | 2  |    |    |      |
| 4    | JS Kabylie       | 47  | 22 | 10 | 5  | 7  |    |    |      |
| 5    | NA Hussein Dey   | 44  | 22 | 7  | 8  | 7  |    |    |      |
| 6    | OM Saint-Eugène  | 44  | 22 | 7  | 8  | 7  |    |    |      |
| 7    | RC Maison-Carrée | 44  | 22 | 8  | 6  | 8  |    |    |      |
| 8    | JS El Biar       | 41  | 22 | 3  | 9  | 8  |    |    |      |
| 9    | USM Marengo      | 41  | 22 | 4  | 11 | 7  |    |    |      |
| 10   | WR Belcourt      | 40  | 22 | 3  | 8  | 9  |    |    |      |
| 11   | ÉS Zéralda       | 37  | 22 | 4  | 7  | 11 |    |    |      |
| 12   | O Littoral       | 33  | 22 | 3  | 7  | 12 |    |    |      |

- Champion de Promotion Honneur

- Vice-champion de Promotion Honneur

- Relégué